# JHOVE
JHOVE (JSTOR/Harvard Object Validation Environment) war ein gemeinsames Projekt von JSTOR und der Harvard University Library, um ein erweiterbares Tool zur Formatvalidierung zu entwickeln. JHOVE ist ein auf bestimmte Formate beschränktes Tool zur Objektvalidierung. Es ist geschrieben in Java.
Die Open Preservation Foundation übernahm im Februar 2015 die Pflege und Weiterentwicklung für JHOVE.
Zurzeit ist die Version 1.24 zum Download verfügbar, sie ist unter der LGPLv2 lizenziert. Der Download umfasst eine Version als kommandobasiertes Tool und eine GUI-Version. Es ist so konzipiert, dass Dritte verschiedene Header-Dateien der Software hinzufügen können, so dass es mit anderen Applikationen gemeinsam verwendet werden kann, die Dateivalidierung zur Aufgabe haben. JHOVE läuft auf allen Systemen, die Java 1.6 unterstützen.
Zurzeit werden folgende Formate von JHOVE unterstützt:
- AIFF
- ASCII
- Bytestream
- GIF
- HTML
- JPEG
- JPEG 2000
- PDF
- TIFF
- UTF-8
- WAV
- XML

Dokumente werden hinsichtlich ihrer Wohlgeformtheit (konsistent mit den Basisanforderungen des jeweiligen Formats) und Validität (allgemeine interne Konsistenz des Objekts) untersucht. JHOVE stellt fest, ob eine Datei die Anforderungen spezieller Profile eines Dateiformats erfüllt (z. B. PDF/X, HTML 4.0).
Der Fork JHOVE2 ist zurzeit ebenfalls verfügbar, dieser hat aber eine komplett andere Software-Architektur. Das Projekt auf Github wurde seit 2014 nicht mehr aktualisiert. Die Weiterentwicklung von JHOVE2 wurde inzwischen eingestellt.